# Певільєн (переписна місцевість, Нью-Йорк)
Певільєн (англ. Pavilion) — переписна місцевість (CDP) в США, в окрузі Дженесі штату Нью-Йорк. Населення — 664 особи (2020).

## Географія
Певільєн розташований за координатами 42°52′46″ пн. ш. 78°1′19″ зх. д. / 42.87944° пн. ш. 78.02194° зх. д. (42.879399, -78.022039).  За даними Бюро перепису населення США в 2010 році переписна місцевість мала площу 8,58 км², уся площа — суходіл.

## Демографія
Згідно з переписом 2010 року, у переписній місцевості мешкало 646 осіб у 254 домогосподарствах у складі 176 родин. Густота населення становила 75 осіб/км².  Було 266 помешкань (31/км²).
Расовий склад населення:
| - 98,0 % — білих - 1,2 % — чорних або афроамериканців - 0,5 % — корінних американців |

До двох чи більше рас належало 0,3 %. Частка іспаномовних становила 0,5 % від усіх жителів.
За віковим діапазоном населення розподілялося таким чином: 22,6 % — особи молодші 18 років, 63,0 % — особи у віці 18—64 років, 14,4 % — особи у віці 65 років та старші. Медіана віку мешканця становила 41,0 року. На 100 осіб жіночої статі у переписній місцевості припадало 104,4 чоловіків;  на 100 жінок у віці від 18 років та старших — 101,6 чоловіків також старших 18 років.
Середній дохід на одне домашнє господарство  становив 77 071 долар США (медіана — 64 250), а середній дохід на одну сім'ю — 76 879 доларів (медіана — 68 250). За межею бідності перебувало 2,9 % осіб, у тому числі 0,0 % дітей у віці до 18 років та 0,0 % осіб у віці 65 років та старших.
Цивільне працевлаштоване населення становило 287 осіб. Основні галузі зайнятості: освіта, охорона здоров'я та соціальна допомога — 16,4 %, виробництво — 16,0 %, мистецтво, розваги та відпочинок — 12,2 %, будівництво — 11,8 %.